# Prohemerobius latus
Prohemerobius latus là một loài côn trùng trong họ Prohemerobiidae thuộc bộ Neuroptera. Loài này được Handlirsch in Schröder miêu tả năm 1920.